# Clima de Argentina

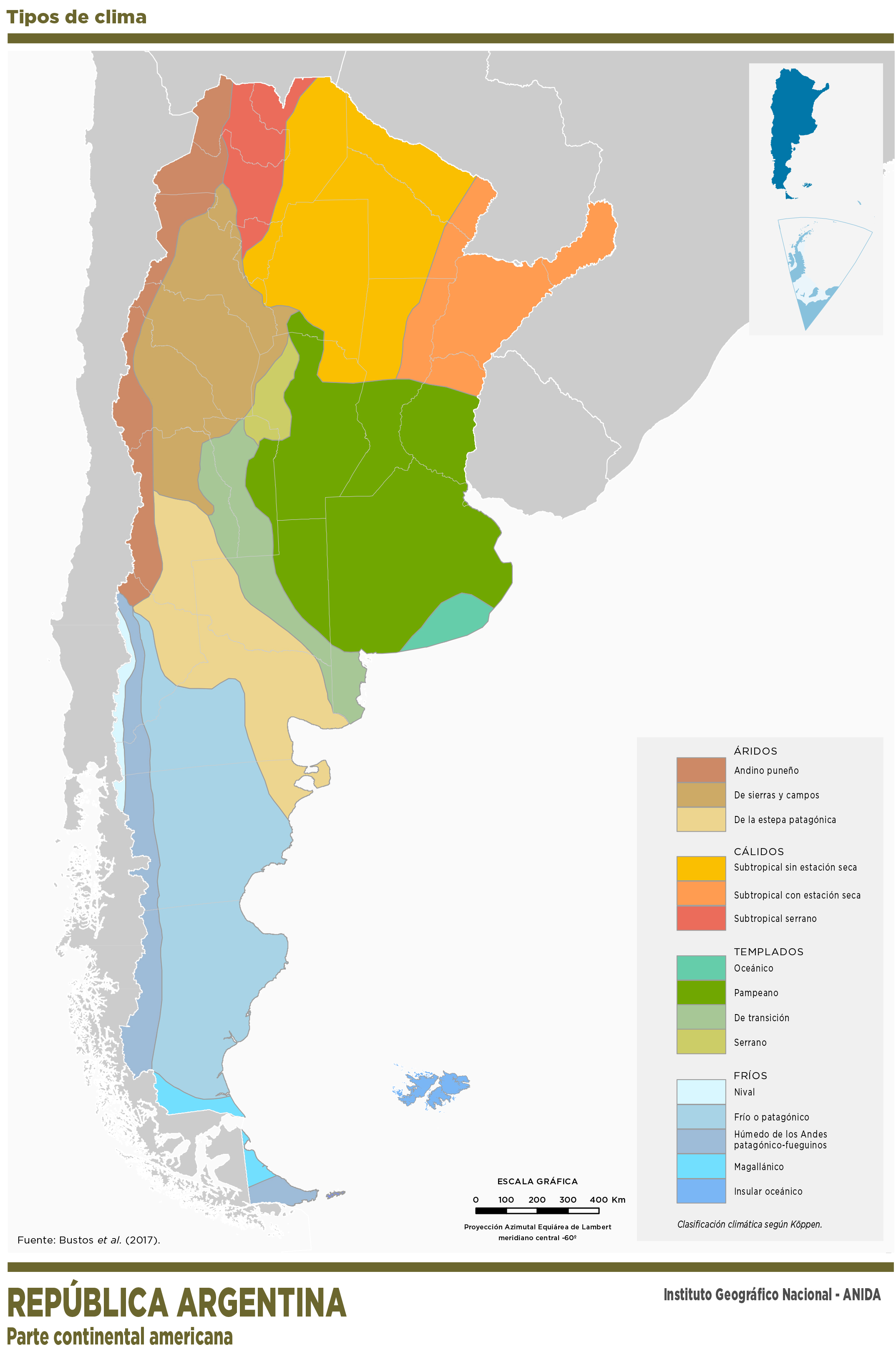
Mapa 1: Tipos de clima según IGN.

El clima de la Argentina está determinado por la posición de casi todo su territorio en la zona templada del hemisferio sur terrestre. Su gran desarrollo en latitud posibilita climas cálidos subtropicales en el norte y fríos en el sur./
Muchas regiones argentinas se caracterizan por una escasa diferencia de temperatura entre el invierno y el verano, típica de los climas oceánicos. Las precipitaciones del país dependen de dos masas de aire marítimas de escala planetaria que traen aire húmedo de los océanos: La masa de aire tropical del océano Atlántico Sur y la polar marítima del Pacífico Sur. La primera es la responsable de las lluvias abundantes y suficientes de las amplias zonas de la llanura Chaco-Pampeana. La cordillera de los Andes y otros sistemas montañosos favorecen las lluvias orográficas en unas regiones y las reducen en otras. Allí donde se ven favorecidas, se presentan climas húmedos. Las zonas donde las lluvias se reducen forman una amplia zona de climas áridos que pertenecen a la diagonal árida de América del Sur que atraviesa el país del noroeste al sudeste.
Los climas argentinos han sido clasificados por diversos autores. La más reciente de las clasificaciones es la del Instituto Geográfico Nacional (IGN) (Mapa 1) que actualiza una larga tradición de clasificaciones nacionales que, a su vez, se basan en la clasificación internacional de Köppen y Geiger.
El clima de Argentina está fuertemente relacionado con sectores importantes de su economía. Los distintos tipos climáticos permiten y favorecen distintos tipos de cultivos y de ganado. También está implicado en ciertos tipos de turismo.

## Masas de aire

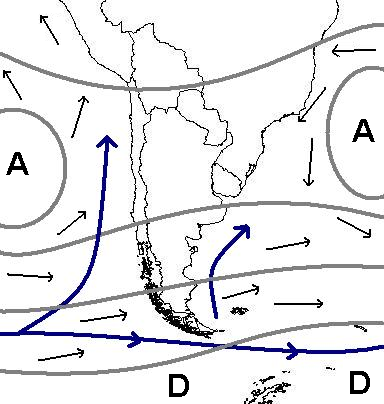
Mapa 2: El Cono Sur. Se muestran los vientos en flechas cortas negras finas y las corrientes marinas en flechas azules y gruesas. Los óvalos señalados con (A) representan anticiclones emitiendo vientos en sentido antihorario. El de la derecha es el del Atlántico sur. También se muestran los vientos del oeste al sur.

El clima de Argentina está influenciado principalmente por dos masas de aire marítimas y una continental estacional
Tropical continental sudamericana
Se forma durante el verano, producto del Sistema Monzónico de Sudamérica SAMS, sobre la región chaqueña un centro de baja presión que permite el ingreso de humedad y aire cálido del norte transportado por un jet de capas bajas (Low level jet), provocando que en los meses de verano haya un incremento de las precipitaciones en esta región y en el resto del país, disminuyendo gradualmente su intensidad de Noreste a Sudoeste. La reducción de humedad en la estación invernal impide la formación de nubes generando una estación seca en invierno en amplias regiones del norte del país.
Polar marítima del Pacífico sur
Recorre de sudoeste a noreste gran parte del País y está constituida por aire húmedo y frío. Penetra en el suroeste Argentino, debido a los valles transversales y por encontrarse con menor altura en los Andes patagónicos, descargando gran parte de su humedad sobre la zona montañosa y continúan secos en la meseta patagónica.
El anticiclón subtropical del Pacífico Sur no tiene influencia en el país debido a las grandes alturas de la cordillera en la zona centro y norte del país.

## Factores geográficos que determinan el clima

### Latitud
La latitud determina la cantidad de radiación solar que llega por unidad de superficie a la Tierra y, así, la temperatura de cada zona, siendo las más cálidas las latitudes menores (cercanas al ecuador) y más frías, las mayores.
El territorio argentino se encuentra casi completamente en la zona templada del hemisferio sur. Por estar ubicado en el hemisferio sur, las regiones de mayores temperaturas están ubicadas al norte y las más frías, al sur del país.

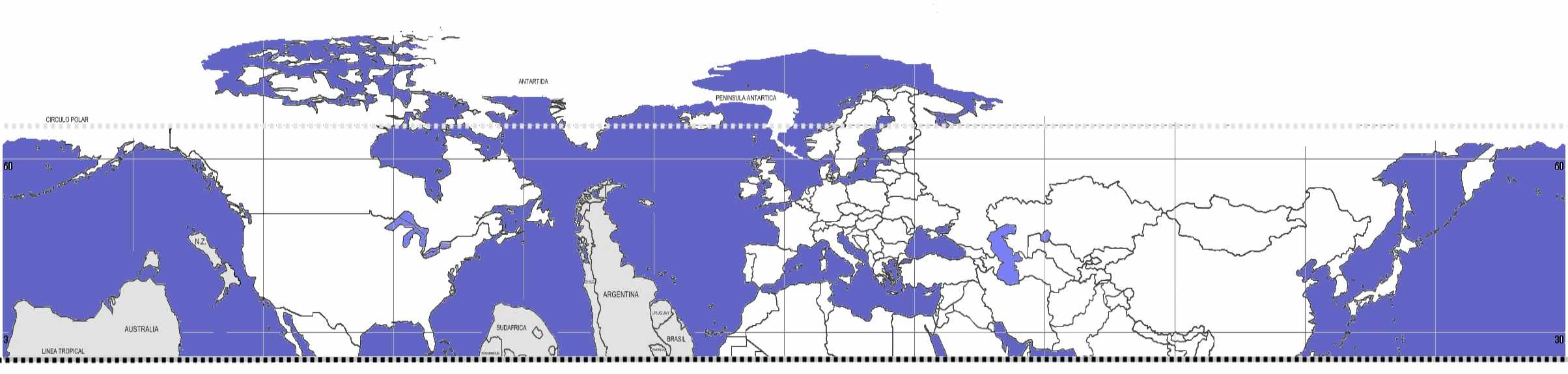
Mapa 3: El mundo entre el polo y los trópicos, dispuestos para comparar su latitud relativa. El hemisferio norte, con sus continentes en blanco. Se intercalan los continentes del hemisferio sur en gris con el sur hacia arriba.

El país se ubica entre los entre los paralelos 22º (departamento de Santa Catalina, provincia de Jujuy) y los 55° S (departamento Ushuaia, en la isla grande de Tierra del Fuego), aproximadamente. Con más de 30° de desarrollo latitudinal, es uno de los 5 países con mayor desarrollo en latitud del mundo siendo el factor más importante en el desarrollo de tipos térmicos. Existe una pequeña zona argentina ubicada al norte del Trópico de Capricornio (23º30’), es decir dentro de la zona intertropical. Se trata de la mitad de la provincia de Jujuy, una parte de la de Salta y una pequeña parte de Formosa.
Argentina sostiene reclamos territoriales sobre un sector de Antártida que se extiende hasta la latitud de 90°. Esta zona se encuentra en el marco del Tratado antártico del que país es firmante original. Argentina también reclama islas del Atlántico sur que se desarrollan entre las latitudes 53° y 60° que, al igual que las islas Malvinas ubicadas más al norte de aquellas, están administradas por el Reino Unido. Ninguno de estos territorios disputados será incluido en este artículo.

### Relieve
El relieve afecta el clima de diversas maneras. A medida que aumenta la altitud, la temperatura media se reduce con respecto a la que tendrían a nivel del mar y también aumenta la amplitud térmica diaria. Esto produce los climas de montaña. Además, las cadenas montañosas producen lluvias orográficas y climas áridos en las regiones a sotavento.
La llanura Chaco-pampeana en la zona oriental y central del país ofrece un amplio territorio sin obstáculos en la que el aire húmedo proveniente del noroeste puede avanzar distribuyendo lluvias.
La cordillera de los Andes es la zona con mayor altitud del país, por lo que las zonas más frías serán sus altas cumbres, ubicadas especialmente en el tramo central del país. Argentina, se diferencia del resto de los países que limitan con la cordillera, donde sus núcleos urbanos importantes se ubican al pie de la cordillera por lo que no hay ciudades grandes con climas de montaña. La Puna de Atacama, una meseta relativamente amplia a unos 4000 m s. n. m. ubicada en el noroeste, contiene la mayoría de los pueblos de mayor altitud del país y afectados por esta modificación del clima.
Los cordones más orientales de la cordillera de los Andes, en su zona norte, y las sierras Pampeanas en el centro del país, producen lluvias orográficas y zonas áridas a occidente.
En la zona sur, la cordillera patagónica recibe aire húmedo del oeste, produce lluvias principalmente del lado chileno y nieve en las altas cumbres. Al ser más baja y entrecortada por valles, pasos y lagos, permite el paso de lluvias en una estrecha franja más allá de la cual, los vientos del oeste soplan secos produciendo la zona árida patagónica.
Las mesetas patagónicas pueden llegar a altitudes cercanas a los 1000 m s. n. m. y también reducirán la temperatura de algunas pequeñas localidades ubicadas sobre ellas.

### Distancia al océano
Las zonas más distantes del océano tienen climas de tipo continental, con grandes diferencias de temperatura entre el invierno y el verano. Las zonas cercanas al océano, tienen climas oceánicos donde estas diferencias, si bien existen, son menores. Los climas continentales son típicos de las zonas altas latitudes de Asia, Europa del Este y América del norte, donde se concentran las mayores masas continentales. En el hemisferio sur, estas condiciones no se dan debido a la menor dimensión de las masas continentales, especialmente en las latitudes más altas. Argentina, aparece como una península entre el Atlántico, por lo que no hay zonas con grandes distancias al océano y por lo tanto, tampoco con grandes amplitudes térmicas.

## Elementos del clima

### Temperaturas medias
Para estudiar las características térmicas de un territorio se utilizan las isotermas que son las líneas de igual temperatura. En el mapa de isotermas (mapa 4) se observa que al este, en las zonas de llanura, las líneas tienen dirección general este-oeste, acompañando a latitud. Al oeste, cerca de la cordillera, adoptan dirección norte sur siguiendo el aumento de la altitud. En las altas cumbres de la cordillera se ubican las temperaturas medias y extremas más frías. A continuación se tendrán en cuenta las zonas con altitudes menores de 1000 m s. n. m.
Temperaturas medias anuales

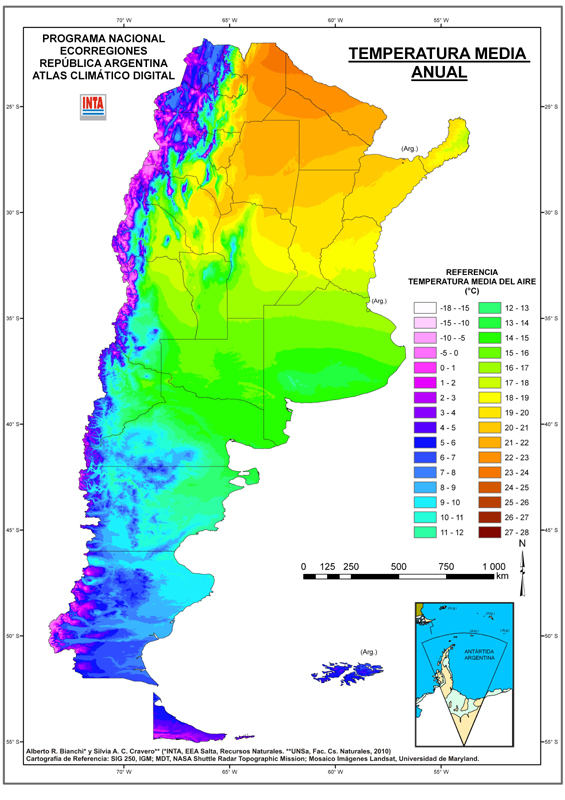
Mapa 4: Temperaturas medias anuales

Las temperaturas medias anuales de Argentina se ubican entre los 23° (al norte de la región chaqueña, en el límite con Paraguay) y 5° (en la isla de Tierra del Fuego) aproximadamente.
Temperaturas medias de verano
Por estar ubicado en el hemisferio sur, el mes más cálido es enero. Las temperaturas medias de enero de Argentina se ubican entre los 30 y 35 °C (al norte de la región chaqueña) y 8 y 10 °C (al sur de Tierra del Fuego) aproximadamente.
Temperaturas medias de invierno
Las temperaturas medias de julio se ubican entre los 17 °C (al norte de la región chaqueña) y los 0 °C (en la costa atlántica de Tierra del Fuego) aproximadamente.
Heladas
No hay en el país amplias zonas completamente libres de heladas. En todo el territorio hay un periodo el año en que pueden darse. En la zona norte y noreste este periodo tiene una extensión de entre 0 y 30 días en el mes de julio. En la zona central este periodo tiene una extensión de 3 a 5 meses entre mayo y septiembre. En amplias zonas del interior de las mesetas de la Patagonia, lejos de la influencia oceánica, el periodo libre de heladas se reduce solo a los 5 meses entre mediados de noviembre y de abril.

### Amplitud térmica
Es la diferencia entre la temperatura de dos momentos diferentes, particularmente opuestas. Resultan interesantes las que se dan entre el inviernos y el verano (anual) y entre la madrugada y la tarde (diaria).
Anual
El país se caracteriza por climas de escasa o moderada amplitud térmica anual, con respecto a las que se dan en el hemisferio norte. Aunque contiene las mayores amplitudes de Sudamérica. Las menores amplitudes se dan en las zonas de ingreso de las grandes masas de aire del mar. En la zona de influencia atlántica se dan las menores amplitudes tanto en la costa marítima como el límite con Uruguay, Brasil y Paraguay, siendo menores de 10º. La amplitud aumenta hacia el oeste cordillerano ya que aumenta su distancia de la costa atlántica y la influencia del Pacífico se ve reducida por las altas cumbres de la cordillera. Las mayores amplitudes térmicas son de 18º y se dan en la zona de Cuyo. En la zona de influencia del Pacífico, en la Patagonia. Se dan bajas amplitudes térmicas en el oeste, aumentando levemente hacia el interior de las mesetas patagónicas.
Diurna
Las mayores amplitudes térmicas se dan en la región de la Puna de Atacama.

### Precipitaciones y humedad

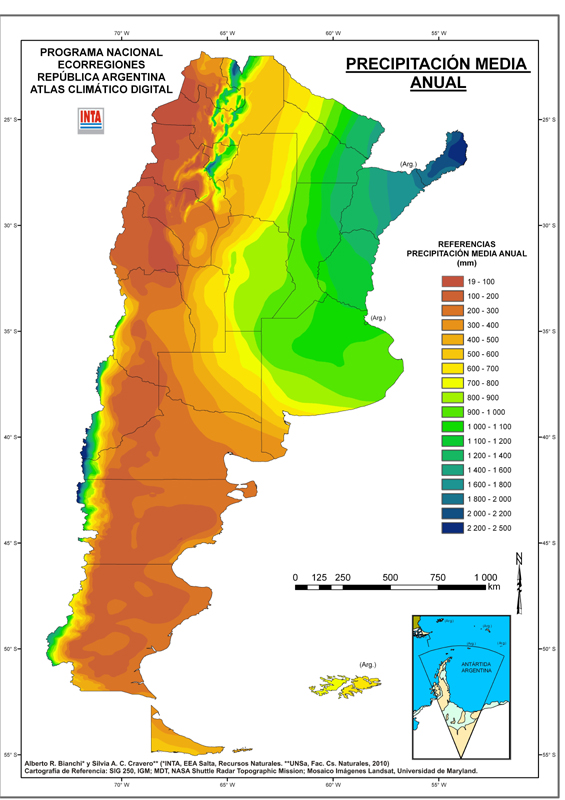
Mapa 5: Precipitaciones anuales medias

Los efectos de las precipitaciones en el país se pueden dividir en dos grandes zonas en función de la masa de aire marítimas que aportan la humedad necesaria para las precipitaciones. El límite se puede ubicar en el río Colorado. Al norte, las precipitaciones se deben a la masa de aire del Atlántico y en el sur en la región Patagónica, del Pacífico.
Régimen del Atlántico
Las máximas precipitaciones se dan en el punto de ingreso de esta masa de aire, en la provincia de Misiones. Donde se llega a 2300 mm al año aproximadamente. A partir de ahí, hacia el oeste y hacia el centro del país, las lluvia comienzan a disminuir pero se mantienen abundantes y suficientes en gran parte del Chaco y La Pampa. En la Cordillera oriental, con cierta influencia de la masa de aire ecuatorial, se produce otro máximo de precipitaciones en la zona de las Yungas con casi 2300 mm anuales. Hacia el oeste las precipitaciones disminuyen abruptamente por los efectos orográficos de la cordillera y de las Sierras Pampeanas, produciéndose zonas de extrema aridez en la zona de la Puna de Atacama con localidades que registran 40 mm anuales aproximadamente. Hacia el sudoeste, donde el relieve sigue siendo llano, las precipitaciones disminuyen más gradualmente en la región de la Pampa Seca.
La masa de aire tropical continental en la región chaqueña, que se desarrolla en verano, reduce las lluvias por lo que se produce una marcada estación seca en región Chaqueña occidental. Este régimen se denomina monzónico, por analogía con el fenómeno asiático y puede notarse en todos los climas de este régimen un aumento de las precipitaciones en verano.
Régimen del Pacífico
Las máximas precipitaciones se dan cerca de la frontera con Chile, en el lago Frías, provincia de Río Negro con casi 3500 mm anuales.
Hacia el este las precipitaciones disminuyen dejando amplias zonas de la Patagonia extraandina con menos de 200 mm al año.
Las precipitaciones de este régimen son mayores en inviernos. Este régimen se denomina mediterráneo, por analogía con el de las regiones aledañas a este mar del hemisferio norte y puede notarse en todos los climas de este régimen un aumento de las precipitaciones en invierno.
Nevadas
En Argentina se han producido nevadas en amplias zonas. La zona en la que nunca se han registrado nevadas se trata principalmente de la región chaqueña. La región pampeana registra nevadas cada muy pocas ocasiones (menos de 1 vez cada 3 años). En una amplia región del centro del país se registra al menos una nevada anual en promedio. Las nevadas frecuentes (más de 5 días por año con nevadas) suceden en la cordillera de los Andes y en amplias zonas de la Patagonia.

## Tipos climáticos

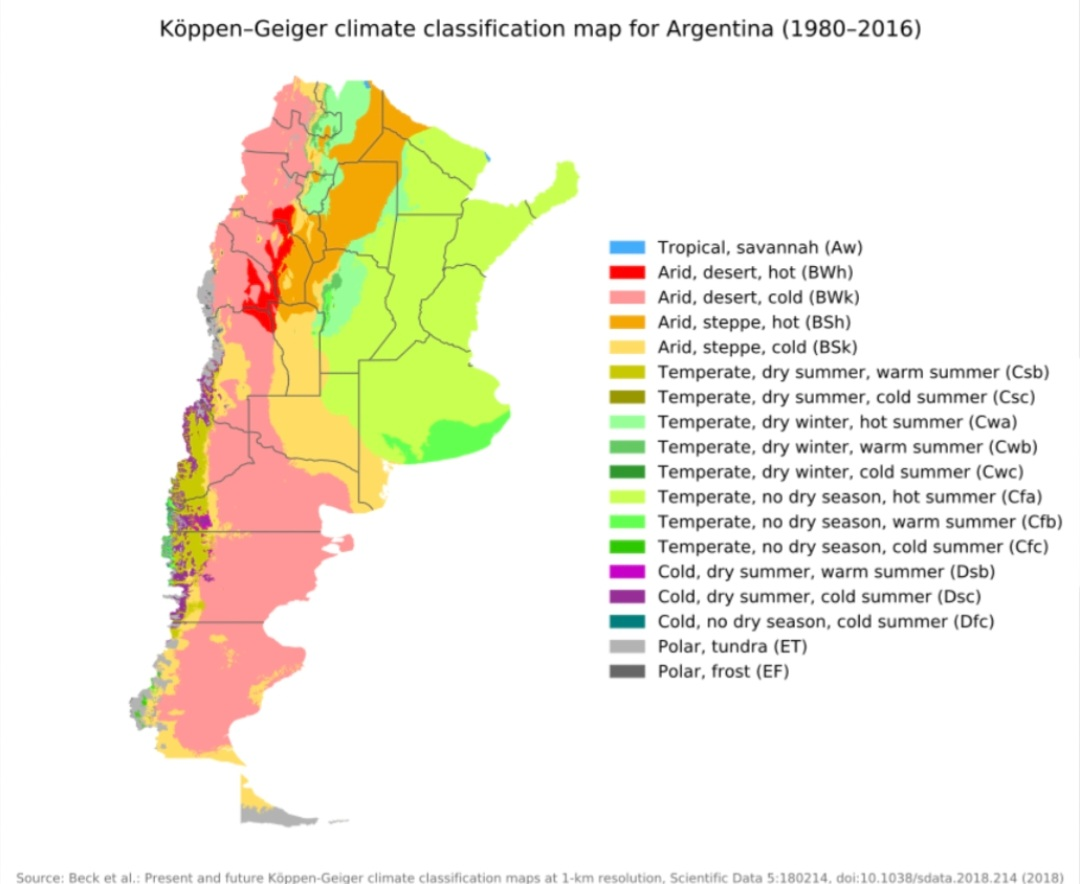
Mapa 6: Climas según clasificación Köppen - Geiger. (Datos de 1980-2016)

### Historia
Tanto internacionalmente, como a nivel nacional, se han efectuado diversos intentos de clasificación climática. A nivel internacional la más famosa es la clasificación climática de Köppen (1918) posteriormente revisada por él mismo y por Rudolf Geiger (1936) (Mapa 6), según esta clasificación Argentina posee 18 climas a lo largo de su extenso territorio.
A nivel nacional diversos autores han elaborado sus propias clasificaciones dando nombres locales a los climas.
En 1982 el Atlas Total de la República Argentina presenta una clasificación y zonificación climática realizada por Alicia Iglesias de Cuello en la que propone 5 grandes tipos, definidos solo por temperatura, subdivididos en varios subtipos por precipitaciones y otros criterios, totalizando 28 subtipos. En esta clasificación aparecen tipos climáticos como «serrano» o «puneño».
En 1990 el Instituto Nacional de Tecnología Agropecuaria (INTA) en su Atlas de suelos presenta un mapa con una clasificación climática que fue muy citada. y va a ser referencia de los que vendrán después. Se definen 15 tipos climáticos. En esta clasificación aparecen tipo climáticos como «pampeano» «patagónico» «magallánico».
En 2011 el sitio educativo Educ.ar del Ministerio de Educación presenta su Mapoteca. El mapa climático muestra 4 grandes tipos climáticos que a su vez se subdividen en subtipos, que suman un total de 17.
Clasificación IGN
En 2019 el Instituto Geográfico Nacional (IGN) presenta el Atlas nacional interactivo de Argentina (ANIdA) En la sección de climas se establecen los 4 grandes grupos divididos a su vez en subtipos (mapa 1): A continuación, se describen los tipos climáticos según IGN. Se mencionan los sinónimos según otras clasificaciones nacionales y su equivalencia según la clasificación de Köppen, las regiones fitogeográficas y las ecorregiones correspondientes.

### Cálidos

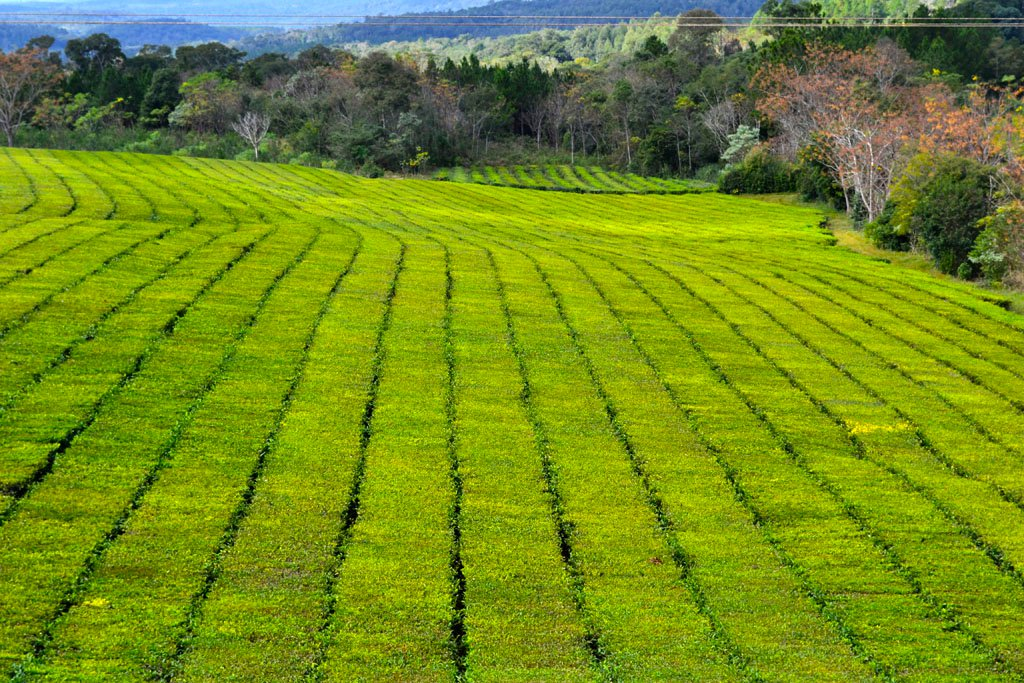
Plantación de té en la provincia de Corrientes. Los cultivos tropicales son típicos en la zona norte de climas cálidos.

Se definen por su temperatura media anual mayor de 18 °C; las que, además, llegan hasta 24 °C. Además es el área del país donde nunca se producen nevadas. Se trata de cálidos subtropicales ya que sus temperaturas medias de invierno se ubican por debajo de los 18º (pero encima de los 12º) y pueden ocurrir heladas en un periodo que va de 30 a 100 días. Las temperaturas de medias verano se ubican entre 24 y 28 °C. Sus precipitaciones están asociadas a los vientos húmedos que soplan del noreste.   

#### Subtropical sin estación seca
Se desarrolla en el Noreste argentino: provincias de Misiones, Corrientes, norte de la Provincia de Entre Ríos  una franja oriental de Formosa, Chaco y del noreste de Santa Fe. En la clasificación de Köppen-Geiger, está dentro de la zona correspondiente a Cfa. Permite el desarrollo de las ecorregiones de Selva de pino Paraná, Campos y malezales, Chaco húmedo y la parte norte del Espinal.
Se trata del tipo climático que produce la masa de aire tropical marítima ni bien ingresa al país produciendo precipitaciones medias anuales abundantes que van desde 2300 mm hasta los 1400 mm, disminuyendo hacia el oeste y hacia el sur. El este de Misiones es una de las regiones más lluviosas del país lo que explica el desarrollo de la selva misionera. Se considera al invierno como la estación menos lluviosa, aunque hacia el noreste casi no existen diferencias importantes a lo largo del año (clima isohigro). Las temperaturas de verano no llegan a los altos valores del chaco occidental y en las zonas altas de la meseta misionera son especialmente moderadas. El alto grado de humedad, entre 80% y 60%, reduce la oscilación diaria de temperatura.   

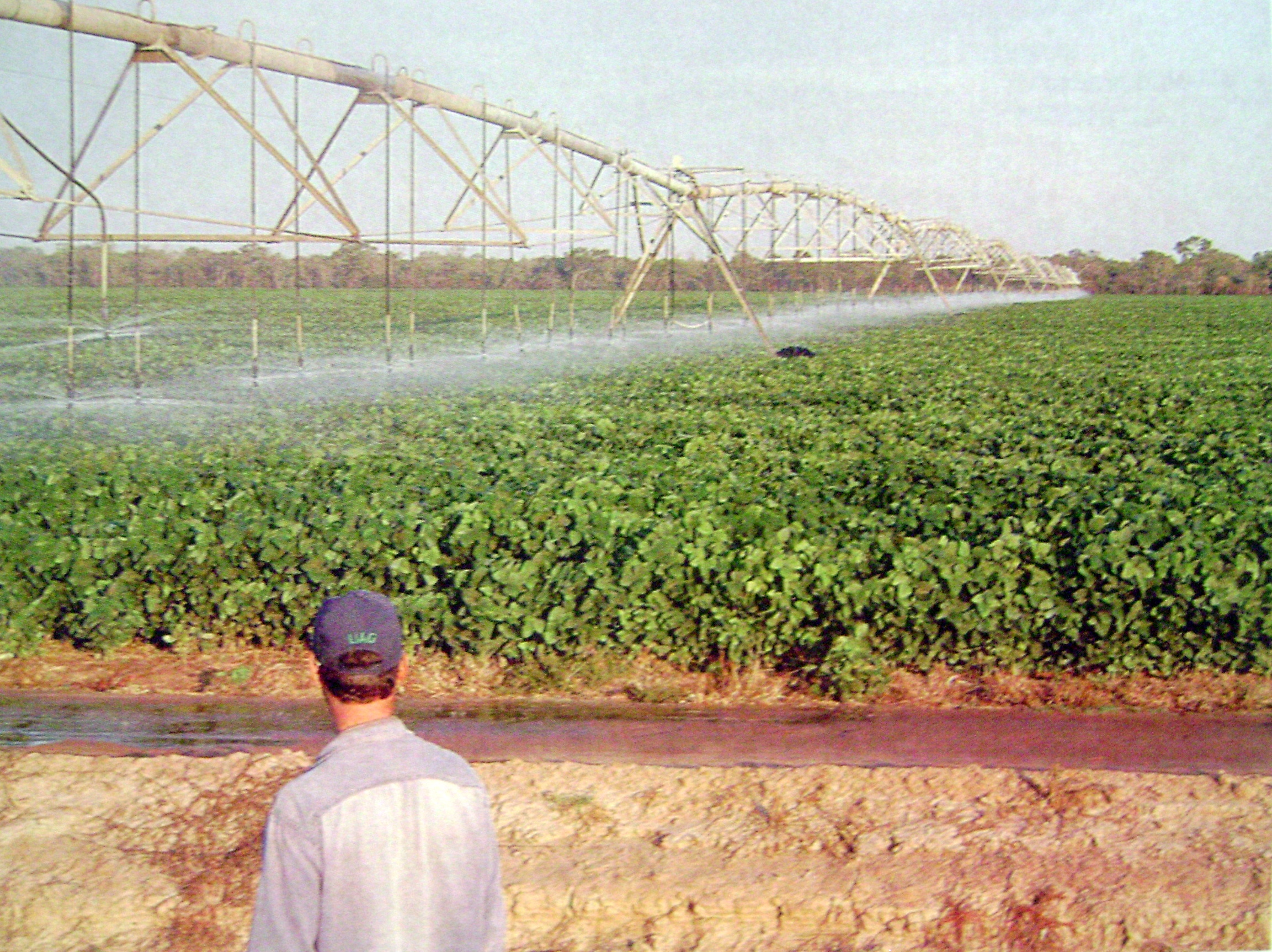
Campo de soja en la provincia de Formosa con riego artificial para cubrir la falta de agua de la estación seca.

#### Subtropical con estación seca
Se desarrolla en el oeste de las provincias de Formosa y Chaco, en Santiago del Estero, norte de Córdoba y el este de Salta. En la clasificación de Köppen-Geiger está dentro de la zona correspondiente a BSh. Corresponde a la ecorregión del Chaco árido u occidental.
Este tipo climático aloja el polo del calor sudamericano, es decir, el territorio donde se han dado las máximas absolutas. Las estaciones con valores más altos son: Rivadavia con 48,7 °C, Santiago del Estero con 47,4 °C y Campo Gallo con 47,3 °C. Se caracteriza por gran amplitud térmica diaria, con amplias zonas con amplitudes de 15 °C.
Durante el semestre cálido se desarrolla en esta región un sistema de baja presión denominado baja del Chaco (BCH) que atrae el aire húmedo de las zonas tropicales y así este llega al norte argentino constituyendo un fenómeno de tipo monzónico. Durante el invierno, las temperaturas bajan, las presiones ascienden, el centro de baja presión desaparece y el mecanismo se desactiva, y aparece una estación seca.
Los valores de precipitación media anual van de 1000 a 600 mm, el 80 % las cuales se concentran entre octubre y marzo. Este tipo climático limita con dos zonas con mayores precipitaciones: el chaco húmedo y la zona de yungas. Durante el verano, la mayor evapotranspiración produce un déficit hídrico especialmente en el oeste. Los valores de humedad media se ubican entre 65 y 60 %. Esta condiciones justifican la denominación de Chaco seco. 

#### Subtropical serrano
Ubicada en el Noroeste argentino, comprende una franja en oeste de la provincia de Jujuy, centro de Salta y Tucumán. En la clasificación de Köppen es Cwa y Cwb. Está influido por las sierras Subandinas y Pampeanas que producen lluvias orográficas, y por el ciclón chaqueño que produce una marcada estación seca en invierno. Las lluvias son mayores en las laderas orientales, donde tienen valores medios anuales entre 700 y 2000 mm, y menores en las occidentales y valles. La altura produce una gran diversidad de pisos térmicos. La ecorregión típica es la de la yungas.
|                            |
| Posadas, sin estación seca |

|                                        |
| Santiago del Estero, con estación seca |

### Templados
Sus temperaturas medias anuales están entre 12 y 18 °C y tienen una definida sucesión estacional. Las temperaturas media de invierno se ubican entre 12 y 8 °C, las de verano, entre 35 y 45 °C.  

#### Pampeano

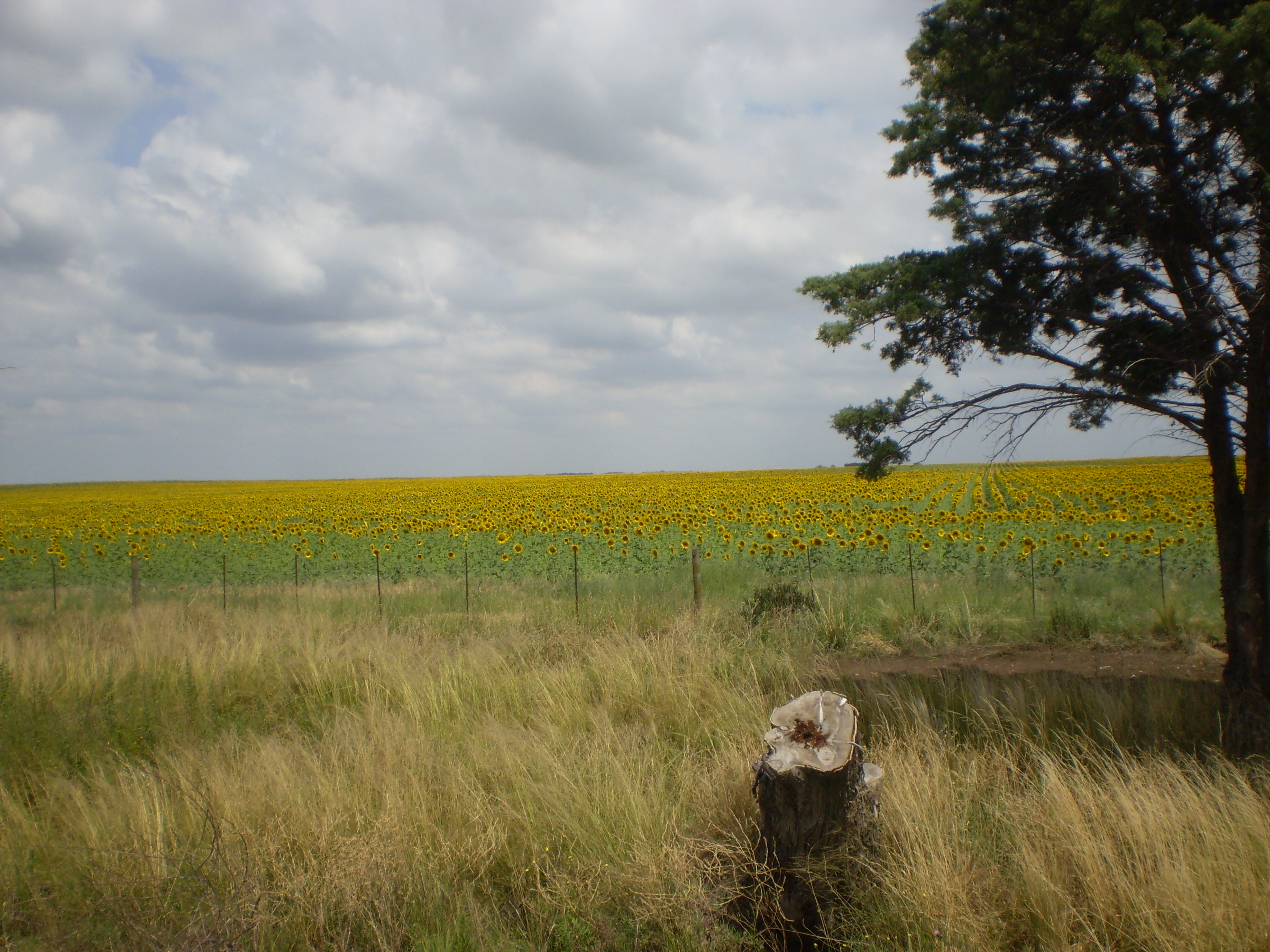
Foto 1: campo de girasoles en la provincia de La Pampa. Las lluvias del clima pampeano permiten la agricultura de secano.

El clima típico de la pampa húmeda que se desarrolla en gran parte de la provincia de Entre Ríos, sur de Santa Fe, centro y sudeste de la provincia de Córdoba, noroeste de La Pampa, en la Ciudad Autónoma de Buenos Aires y en la mayor parte de la Provincia de Buenos Aires. En la clasificación de Köppen-Geiger, corresponde al clima tipo Cfa.
Los factores determinantes del clima son el anticiclón del Atlántico Sur y el viento del oeste que logra atravesar la cordillera en el norte de la Patagonia. El primero transporta vientos cálidos y húmedos del norte y nordeste. El segundo lleva masas de aire frías y secas desde el sudoeste hasta las planicies pampeanas, donde este viento es llamado Pampero y cuando se encuentra la masa de aire cálida y húmeda, producen las típicas lluvias frontales. Los valores de precipitación media son abundantes, se ubican entre 1200 y 600 mm, decreciendo de nordeste a sudoeste. La mayor parte de las lluvias se concentra en primavera y verano aunque no hay una estación seca definida. La zona oriental, en la costa de los grandes ríos Paraná, Uruguay del Plata, tiene precipitaciones medias anuales entre 1200 y 900 mm con distribución más regular a lo largo del año. Hacia el occidente aumenta la continentalidad y disminuyen las precipitaciones anuales (entre 900 y 600 mm).
El fenómeno de El Niño produce lluvias torrenciales y los años con el de La Niña, son más seco.
La ecorregión es un pastizal, actualmente muy modificado por la agricultura y la ganadería.

#### Oceánico

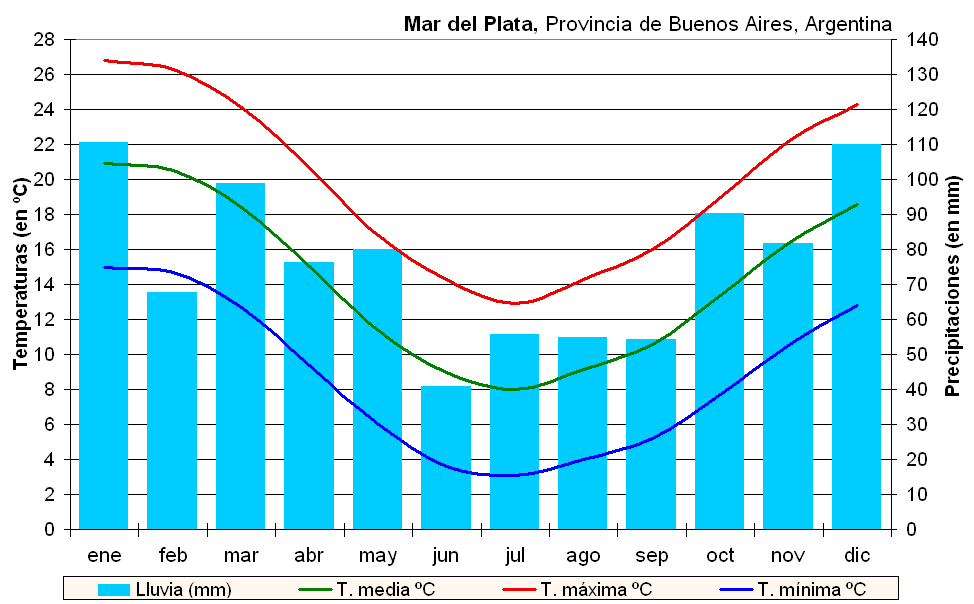
Climograma 2: Mar del Plata, con clima Templado oceánico.

Se desarrolla en la costa atlántica de la provincia de Buenos Aires y en la clasificación de Köppen-Geiger corresponde a Cfb
Comparte muchas características del clima pampeano, se diferencia por tener menores amplitudes térmicas y menor temperatura en verano.

#### Serrano
Corresponde a las laderas orientales de las sierras de Córdoba al noroeste de esta provincia y las de las sierras de San Luis, al noreste de esta provincia. En la clasificación de Köppen es Cwa y Cwb. 
Por su mayor altitud, los valores de sus temperaturas medias anuales se ubican entre 12,5 y 15 °C lo cual implica una disminución con respeto a la zona de llanura. Se reducen también las amplitudes térmicas anual y diaria. La primera se ubica entre 12 y 14 °C. La amplitud diaria es de 13 °C. A altitudes de 2000 m s. n. m., aparecen los climas de montaña: las temperaturas se reducen y la amplitud térmica aumenta. A estas alturas las temperaturas medias de invierno y verano son de 5° y 11 °C respectivamente.
La orientación predominante norte-sur de los cordones montañosos, perpendicular al avance de las masas de aire y los frentes de tormenta produce un aumento de lluvias en las laderas orientales. Estas sierras se comportan como verdaderas barreras entre los climas húmedos de las laderas al este, con precipitaciones medias anuales de 800 mm, y los áridos del oeste con 500 mm anuales en promedio. Se forman, en esta zona, verdaderas «islas» climáticas frescas y húmedas. Las partes más altas son las que registran mayores precipitaciones pluviales y nivales. La frecuencia de nevadas aumenta significativamente con respecto la llanura. Con amplias zonas con un promedio de entre 1 y 5 días con nevadas al año llegando a un intervalo entre 5 y 10 días en las zonas más altas.
Aproximadamente, el 80% de las precipitaciones se concentra entre noviembre y marzo con una marcada alternancia de períodos húmedos y secos.

#### De transición
Corresponde a una zona de precipitaciones anuales entre 600 y 400 mm. Comprende el sur de San Luis, centro de La Pampa y sudoeste del interior de la Provincia de Buenos Aires, en la zona denominada  Pampa Seca. En la clasificación de Köppen es BSk. En este clima se desarrolla la ecorregión del espinal distrito del bosque de caldenes. Marca el límite de la agricultura de secano.
El clima es templado semiárido continental, con precipitaciones estacionales y gran amplitud térmica anual () El período de heladas se extiende de abril a noviembre. La temperatura media anual es de 16-14 °C, siendo enero el mes más cálido con temperatura media de 25-23 °C, y julio el mes más riguroso con temperatura media de 7 a 9 °C. El período lluvioso se extiende de octubre a marzo, existiendo un importante déficit hídrico en al menos 6 a 7 meses al año. Los vientos predominantes son del nordeste y sudoeste, siendo los primeros cálidos y húmedos, y los últimos fríos y secos.
El período libre de heladas se inicia a fines de octubre y termina en abril. La precipitación media anual varía entre 200 y 500 mm, incrementando hacia el este. Sus valores medios mensuales son más altos entre octubre y marzo. La deficiencia hídrica media anual varía entre 500 y 300 mm, disminuyendo hacia el este.

### Áridos
Tienen su origen en la reducción de humedad y precipitaciones que producen las cadenas montañosas que están principalmente orientadas de norte a sur interponiéndose a la dirección de los vientos húmedos tanto del este como del oeste. Sus rasgos principales son un aire extremadamente seco, escasas precipitaciones muy influidas por el relieve accidentado y altos índices de heliofanía.     

#### Andino puneño

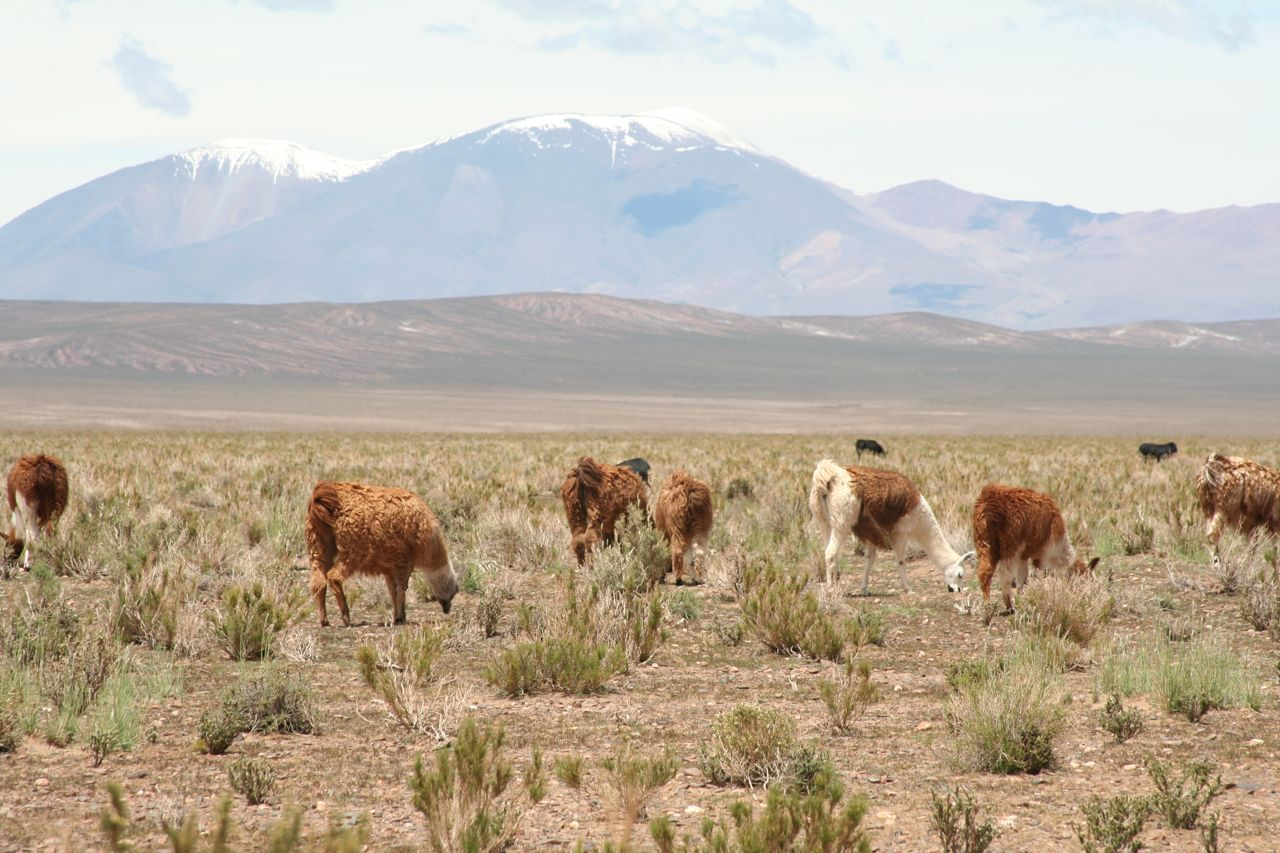
Foto 2: Paisaje camino a San Antonio de los Cobres (Salta)

Corresponde a las zonas de la cordillera de los Andes del norte y centro del país por encima de los 3000 m s. n. m. Tiene un desarrollo amplio en la Puna de Atacama, en el noroeste del país: oeste de Jujuy y Salta, noroeste de Catamarca. A partir de allí la zona se reduce a una estrecha franja de 50 km en el sudoeste de Catamarca, oeste de La Rioja, San Juan y Mendoza y noroeste de Neuquén. En la clasificación de Köppen es BWk.
Este subtipo climático se caracteriza por sus bajas temperaturas, producto de la altitud. Posee los puntos más fríos del país. Se estima que el punto más alto del país (y de América), la cima del Aconcagua a más de 6960 m s. n. m., tiene una temperatura media anual entre -19 y -20 °C. La estación meteorológica de Cristo Redentor a 3830 m s. n. m. ubicado cerca del paso de Uspallata, registró, entre 1961 y 1984, una media de -1,5 °C. Con +4 en verano y -7 °C en invierno. La ciudad de La Quiaca en la Puna jujeña, a casi 3460 m s. n. m., tiene una media de 9 con 13 en verano y 4 °C en invierno.
Tiene las mayores amplitudes térmicas diarias del país: 19 °C en la Puna y alrededor de 17 °C el resto. En la región de la Puna, las amplitudes térmicas anuales son bajas (10 °C). y la heliofanía es alta por estar en la latitud del Trópico de Capricornio.
El clima de la Puna se caracteriza por la escasez de precipitaciones (entre 40 y 200 mm anuales, de promedio). Las heladas, las nevadas, tormentas eléctricas y las de hielo, nieve y granizo (viento blanco) aparecen en cualquiera de las estaciones del año.
El límite inferior de las nieves eternas está entre 6500 y 6000 m s. n. m. dependiendo de la humedad.
Puna: El límite climático altitudinal de las nieves se ubica entre los 5800 y 6200 m, aunque la nieve es escasa o ausente debido a la sequedad.
En esta franja el aire húmedo del Pacífico llega a las altas cumbres en invierno, de mayo a agosto, y precipita en forma de nieve en las altas cumbres que en el verano alimentan los ríos de la región. Hacia el este y en los valles bajos, las precipitaciones se reducen a 200 mm anuales.
El clima es frío y seco, con vientos muy fuertes y con precipitaciones en forma de nieve o granizo en cualquiera de las estaciones del año. En general, las cumbres más altas presentan nieves permanentes.
Las temperaturas medias mensuales tienden a estar por debajo de cero grados durante más de la mitad del año; la heliofanía es alta y la amplitud térmica muy grande. Las precipitaciones son del orden de 100 a 200 mm anuales, aumentando en las proximidades de la Ecorregión Bosques Patagónicos. En los Andes Centrales el clima es continental con escasas precipitaciones, intensa radiación solar y ciclos diarios de congelamiento y derretimiento. Las precipitaciones ocurren durante el invierno y provienen del Pacífico, por lo cual la vertiente chilena recibe más lluvia. La vertiente argentina recibe precipitaciones esporádicas provenientes del Océano Atlántico. Las pocas estaciones meteorológicas de alta montaña indican que las precipitaciones anuales en la vertiente argentina varían alrededor de los 400 mm anuales del lado argentino entre los 31 y 33° lat S, y llegan a 1000 entre los 35 y 36° lat S. En la porción Sur de los Andes Desérticos (~27°-31° lat S), las precipitaciones invernales son relativamente más abundantes que en la parte Norte.

#### De sierras y campos

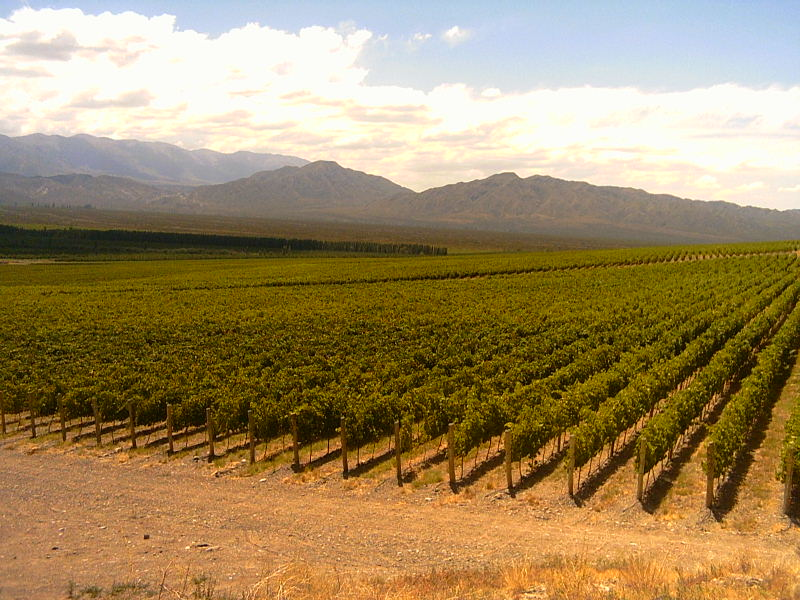
Foto 3: Viñedos, cultivados bajo riego, son típicos en este tipo climático

Se desarrolla en las provincias de Catamarca, La Rioja, San Juan, y centro y norte de Mendoza. Al oeste de la región de las Sierras Pampeanas y en la de Cuyo. En la clasificación de Köppen es BWk, BWh y BSh.
Se trata del tipo climático donde las condiciones desérticas tiene más desarrollo ya que tiene temperaturas subtropicales (16 a 22 °C de media anual) y las escasas precipitaciones medias (50 a 600 mm anuales). Las lluvias alcanzan su máximo en las cumbres de las montañas donde se originan los ríos. En los valles la lluvia se reduce. La deficiencia de humedad se acentúa por una intensa evaporación y por vientos secos como el Zonda que desciende desde el oeste.
En esta región se destaca la sierra de Famatima, que ostenta nieves eternas por encima de los 6000 m.

#### De la estepa patagónica

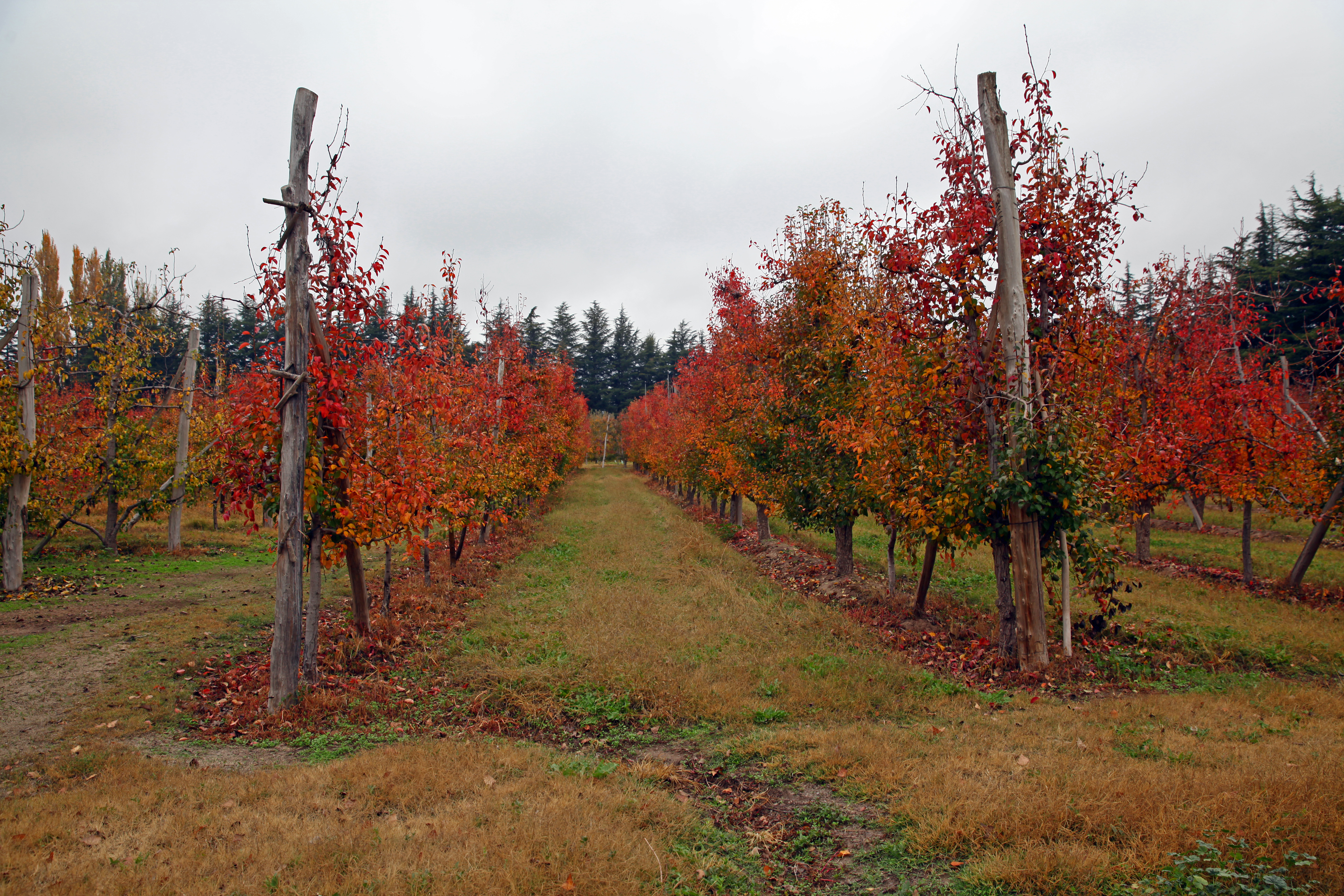
Foto 4: Cultivo de manzanas, realizado bajo riego, típico de este tipo climático.

También llamado semiárido, corresponde al sur de la provincia de Mendoza, sudoeste de La Pampa, noreste de Neuquén, de Río Negro y de Chubut, al norte de la Patagonia extraandina. En la clasificación de Köppen es BWk y BSk.
Se trata de un clima templado-frío (12 y 16 °C de media anual). En la zona norte, las mayores alturas de la cordillera de los Andes impiden el paso de los vientos húmedos del Pacífico. Más al sur, estos vientos de oeste pasan muy secos, constantes e intensos (8 a 9 m/s en promedio) y reducen la influencia del Atlántico. Esto contribuye a que la amplitud térmica en la parte norte del tipo climático sea de las más altas del país (16 °C). Las temperaturas medias de invierno se ubican entre 6 y 8 °C Las heladas son típicas, están pueden presentarse en un periodo de 130 a 190 días entre abril y septiembre. Las temperaturas de verano, se ubican entre 20 y 24 °C. Estos altos registros de verano favorecen la presencia de balnearios marítimos como Las Grutas, Playa Unión, El Cóndor o Playas Doradas.
El régimen de vientos también explica las escasas precipitaciones cuyos valores medios anuales se ubican entre 150 y 400 mm con máximos en otoño y primavera. Incluye zonas áridas y semiáridas (índice de aridez entre 5 y 20). La frecuencia de nevadas no es alta por las escasas precipitaciones, nieva una vez cada 3 años o una vez cada año.
La ecorregión correspondiente es el monte.

### Fríos
Los climas fríos en Argentina se ubican al sur, en la región de la Patagonia. Se caracterizan por una temperatura media anual de entre 4 y 12 ºC. En verano, las temperaturas medias se ubican entre 18 y 8 °C y en invierno, entre 6 y 0 °C.
Los climas de la Patagonia están influenciados por los vientos del oeste, que en la zona montañosa, inducirán precipitaciones orográficas y luego descenderán secos y a gran velocidad por la meseta.

#### Húmedo de los Andes patagónico-fueguinos
Se desarrolla en una franja de 50 km paralela a la cordillera de los Andes desde el centro de la provincia de Neuquén pasando por Río Negro, Chubut y Santa Cruz para finalizar en el sur del archipiélago de Tierra del Fuego. En la clasificación de Köppen corresponde a muchos tipos climáticos mediterráneos y oceánicos en el norte y a ET en el sur.
Se caracteriza por sus precipitaciones excesivas, abundantes y suficientes. Esta precipitaciones se deben a los vientos del oeste que, en Sudamérica traen la humedad de océano Pacífico. Si bien no faltan en ninguna época, la época de mayores lluvias es el invierno, típico de los climas mediterráneos. Este régimen tiene su explicación en los cambios estacionales de la presión atmosférica de las zonas más septentrionales. En verano, en el norte del país se instala un centro de bajas presiones tropicales y esto resulta poco favorable para los procesos generadores de lluvias en el sur.
Las precipitaciones son de tipo orográfico produciéndose mayormente en Chile y en las altas cumbres en forma de nieve. Al sur de la los 39° de latitud, la cordillera, al ser más baja y entrecortada por lagos y valles, permite el paso de las precipitaciones pero solo en una estrecha franja occidental con un fuerte gradiente de precipitaciones que tiene sus valores máximos en la frontera con Chile. En esta zona los valores de precipitación superan a los de las selvas subtropicales del norte del país. En el lago Frías (Río Negro) se registran el récord nacional de precipitación media anual con un valor más de 3500 mm. En el aeropuerto de Bariloche, 55 km al este la precipitación es de 660 mm.
La estacionalidad de las lluvias, que es mucho más marcada en la zona de Neuquén Río Negro y norte de Chubut zona en la que más del 60 % de las lluvias caen en el período invernal. En la zona sur, en las provincias de Santa Cruz y Tierra del Fuego, el clima es netamente isohigro y no hay déficit hídrico en todo el año.
Las precipitaciones también se expresan como nevadas, siendo esta la zona con mayor frecuencia de nevadas del país favorecidas por las altas latitudes y altitudes y los altos valores de precipitación. En toda la zona hay, en promedio al menos 20 días de nevadas al año. Esto se En la estación meteorológica del Cerro Catedral, se registran en promedio 98 días con nevadas, lo que
El mismo mecanismo que trae el aire húmedo del Pacífico produce una escasa amplitud térmica de menos de 12 °C. La distancia al océano de la zona es de unos 200 km.
Los vientos en la región cordillerana son menores que en las mesetas o la costa aunque en las zonas de valles o lagos de dirección este - oeste, pueden soplan con importante velocidad.
La ecorregión que se desarrolla en la zona es el bosque patagónico. Se denomina selva valdiviana en la zona de mayores lluvias y latitudes entre XX y XX es

#### Patagónico

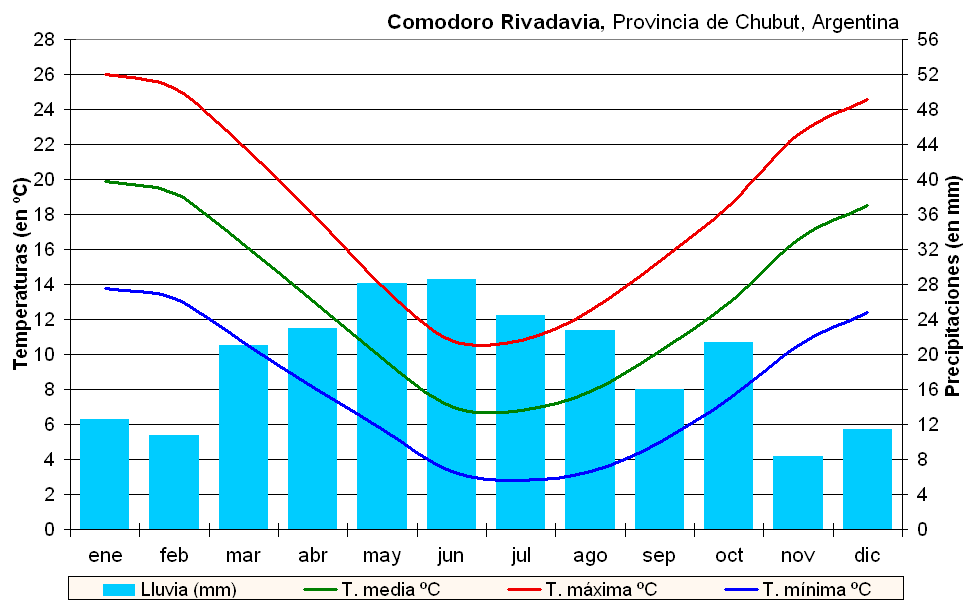
Climograma 3:Comodoro Rivadavia, con clima Frío patagónico.

También llamado árido patagónico, se desarrolla en el centro de las provincias de Neuquén, Río Negro, Chubut y Santa Cruz, en la zona más típicamente relacionada con la Patagonia extraandina. En la clasificación de Köppen es BWk,Dsb y Dfb
Las lluvias escasas oscilan entre 100 y 200 mm anuales y siendo un poco mayores en una estrecha franja de la costa atlántica y menores en las mesetas centrales. En invierno, esta humedad condensa en forma de nieve que es más frecuente en las mesetas de mayor altitud. En esta zona dominan los vientos del oeste.
De cada 100 observaciones, de 50 a 70 registran la ocurrencia de los vientos del oeste.
El clima es frío, ventoso y seco, con características de semidesierto, por su precipitación media anual entre 100 y 250 mm en casi toda la región. La aridez es consecuencia de la presencia de la Cordillera de los Andes, que opera como una barrera para las masas de aire húmedo arrastradas desde el océano Pacífico por los vientos del Oeste. El agua se descarga en las laderas occidentales y el aire se seca y calienta al descender por las laderas orientales.

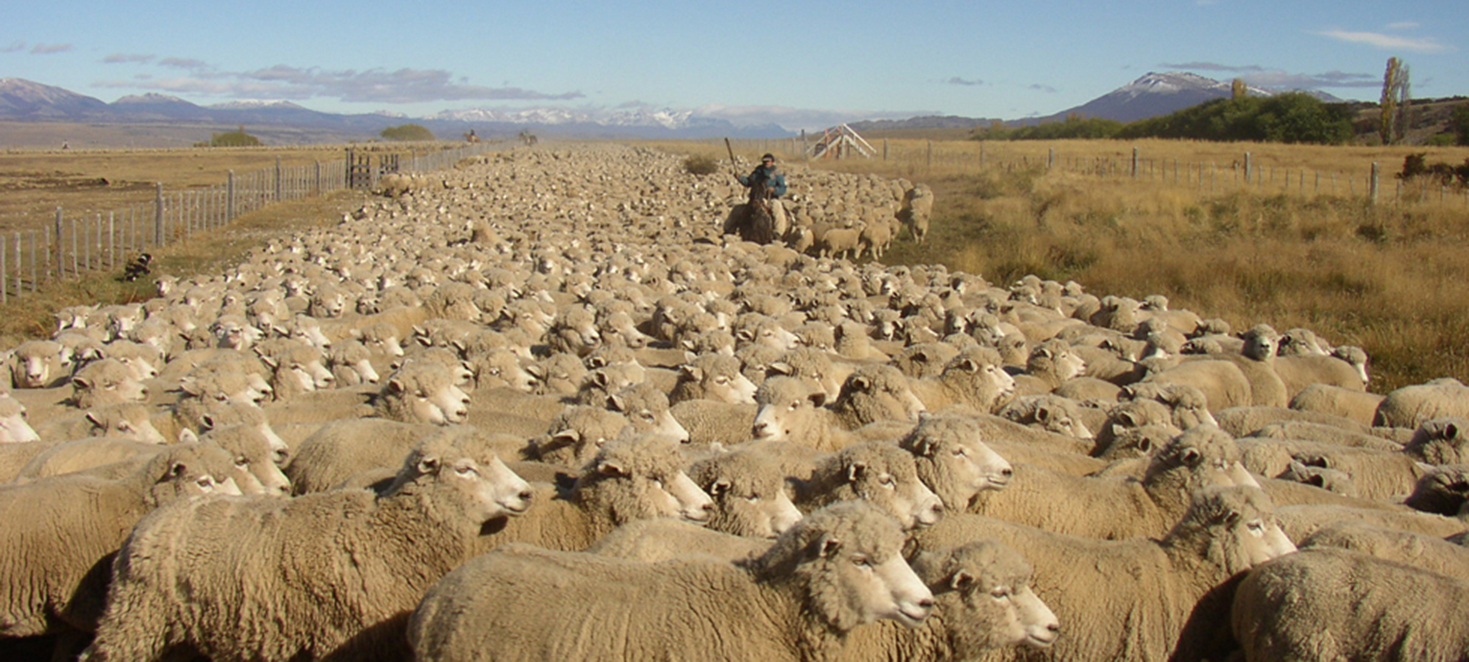
Foto 5: La ganadería extensiva de ovinos, típica del clima frío patagónico.

El elemento climático dominante son los vientos del oeste, que son vientos permanentes, es decir, que pertenecen a la circulación atmosférica planetaria, asociados a la célula de Ferrel. Si bien a escala planetaria esta célula actúa desde los 30° y 60° de latitud, en América del Sur, por la altura de la cordillera de los Andes, solo lo hace desde los 40° aproximadamente cuando esta reduce su altura y así la alteración a los intensos los vientos del oeste. Las direcciones prevalecientes son del cuadrante oeste (desde el sudoeste al noroeste) que suman alrededor del 60% del tiempo y en algunos lugares mucho más. La velocidad media anual del viento es máxima entre las latitudes 47° a 49° S, donde supera los 10 m/s. La zona de Comodoro Rivadavia también presenta fuertes vientos medios superiores a 9 m/s. Los vientos disminuyen hacia el norte. Estos vientos aumentan la evapotranspiración potencial lo cual contribuye junto a la escasez de precipitaciones, la extrema sequedad del aire.
Por las altas frecuencia e intensidad de los vientos, la Patagonia se ubica entre las regiones del planeta con mayores recursos para la generación eólica de la electricidad, junto al desierto de Atacama, el Tíbet y el cuerno de África.
Hay algunas diferencias entre la costa atlántica y el interior de las mesetas. El interior es más frío, el periodo libre de heladas se reduce a 175 días entre mediados de octubre hasta mediados de abril y a pesar de que hay menos precipitaciones (menos de 200 mm anuales) la frecuencia de días con nevadas es mayor, (entre 20 y 10 días al año). Además la amplitud térmica diaria y anual es mayor. En la costa las condiciones son un poco más benignas asimilándose al clima árido de la estepa descrito más arriba con la excepción de las temperaturas y vientos.

#### Magallánico

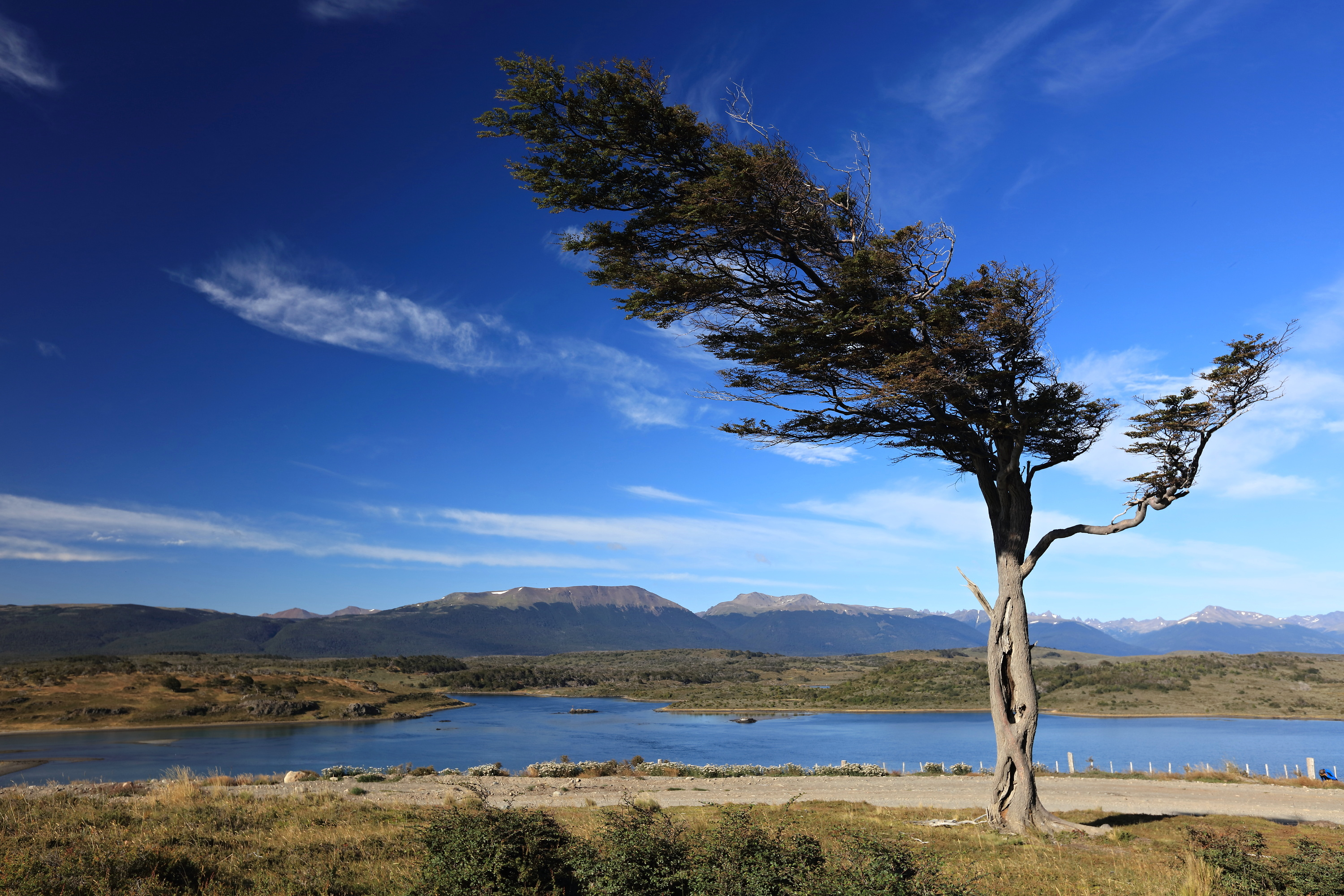
Foto 6: Árbol de ñire (Nothofagus antarctica) deformado por los fuertes y constantes vientos. Fenómeno típico de la amplia zona de transición (ecotono) entre la estepa y el bosque en la isla de Tierra del Fuego.

También llamado frío húmedo austral, se desarrolla en el entorno del estrecho de Magallanes el extremo sur de la provincia de Santa Cruz y en norte de la isla de Tierra del Fuego. En la clasificación de Köppen es BSk.
Los vientos del oeste soplan constantemente. Las precipitaciones estas distribuidas regularmente a lo largo del año y sus valores medios anuales se ubican entre 200 y 400 mm.
Es el tipo climático con las temperaturas más frías a nivel del mar. Las temperaturas medias anuales varían entre 8 y 4 °C, las de veranos de 14 a 10 °C y las de invierno de 2 a 0 °C. Las precipitaciones medias anuales varían entre 200 y 400 mm de este a oeste. Las heladas son frecuentes en todo el año y con un promedio de más de 10 días con nevadas por año. Las condiciones de aridez, la estacionalidad y la continentalidad se encuentran suavizadas con respecto al frío patagónico por efecto de los vientos húmedos del Pacífico que atraviesan la cordillera por las quebradas. La distribución mensual de las precipitaciones es bastante homogénea y aunque hay meses en que llueve más, no existe un patrón regular.
El invierno es el más ventoso.
Las condiciones climáticas son distintas a las de territorios del hemisferio norte a iguales latitudes. El carácter peninsular de Sudamérica y la pequeña masa de tierra rodeada de dos océanos hace que los inviernos sean benignos y que en verano la tierra no llegue a calentarse. A esto se suma su proximidad con la Antártida, que actúa como un congelador durante todo el año y el efecto de las corrientes marinas de Humboldt en el océano Pacífico, y de las Malvinas en el Atlántico transportan aguas frías. Los vientos polares del sur trasladan masas de aire frío a las zonas templadas y tienen importancia hidrológica al mover masas de aire húmedo desde el este.

#### Nival
Se desarrolla sobre los picos más altos de los Andes, los glaciares y campos de hielos. En la clasificación de Köppen corresponde a los climas polares (tipo E). Es fácilmente visible ya que es la zona de las montañas que es tan alta que ya no crece el bosque patagónico. Este límite depende de la latitud: Por ejemplo, a los 41° de latitud (provincia de Neuquén), este tipo climático se encuentra por encima de los 1700 m, mientras que en la provincia de Santa Cruz, alrededor de los 50° lat S, se encuentra entre los 1000 y 1100 m de altitud y en Tierra del Fuego entre los 600-700 m.
El clima es frío y seco, con precipitaciones en forma de nieve o granizo en cualquier estación del año, humedad relativa baja, alta amplitud térmica entre día y noche, heladas en cualquier época del año, vientos muy fuertes y alta radiación (incluida la ultravioleta). Durante la época invernal el suelo se encuentra cubierto por un manto de nieve, que suele superar el metro de espesor.

## Tornados en Argentina
El denominado Pasillo de los Tornados (nombre así propuesto por la Red de Estaciones de Climatología Urbana de São Leopoldo) es una extensa área de llanura en América del Sur, donde se producen tornados y tormentas severas con mucha frecuencia. Abarca la región central de Argentina (norte de la provincia de Buenos Aires, centro y este de Córdoba, sur y centro de Santa Fe, el oeste de Provincia de Entre Ríos), y toda la República Oriental del Uruguay. Dentro de esta zona existe mayor probabilidad de que se formen tornados poderosos debido al choque del aire frío proveniente de la Patagonia y la Antártida con el aire caliente y húmedo proveniente del norte (Brasil y el Gran Chaco) al cual se suma el aire seco en altura (corriente en chorro) proveniente de la Cordillera de los Andes. Esta combinación produce tormentas intensas que logran alcanzar con mucha frecuencia el estado de supercelda y muchas generan intenso granizo y tornados de distintas intensidades, en su mayoría EF0, EF1 Y EF2. Generalmente se producen entre los meses de octubre y abril, aunque el área va migrando de acuerdo a la época. Al se la llanura Chacopampeana menos extensa y relativamente menos poblada que las de América del Norte, el número de tornados registrados es menor, no obstante se ha estimado que el número es inferior al de los Estados Unidos de América y que son de menor intensidad, siendo el máximo registro el de F5. Un estudio conducido por la NASA en 2006 corrobora la existencia de este "corredor" al este de la Cordillera de los Andes en Argentina.